# John Martin (editor)
John Martin (30 de octubre de 1930-23 de junio de 2025) fue un editor estadounidense, fundador de la editorial Black Sparrow Press .

## Biografía
Es conocido sobre todo por haber impulsado en sus comienzos la carrera literaria de Charles Bukowski y por haber reeditado, aconsejado por éste, la obra de John Fante, rescatándola así del olvido. 
De hecho, su relación, también personal, con Bukowski es decisiva en el origen de Black Sparrow Press, destinada a ser la editorial de poesía más importante de los Estados Unidos. En palabras de Martin, "Puede decirse que cuando Charles y yo nos conocimos fue como cuando el señor Rolls conoció al señor Royce".
Empieza comprándole cuatro poemas por treinta dólares cada uno, que pone a la venta en edición de lujo limitada y de los que llega a imprimir cuatro cortas ediciones. Son los primeros textos que aparecen bajo el sello Black Sparrow, formalmente fundada en 1966 en Santa Rosa (California), sede central desde entonces. 
Poco después vende su colección de primeras ediciones de D. H. Lawrence para montar una editorial en condiciones con los treinta y cinco mil dólares que obtiene y ofrece a Bukowski, que ya es de lejos el más rentable entre sus primeros autores, un sueldo vitalicio de cien dólares al mes para que abandone su puesto en Correos, donde gana el doble de esa cantidad, y se dedique a la literatura en exclusiva. El escritor acepta, a pesar de la precariedad en que se encuentra.
"Cuando John enviaba sus cien dólares -recuerda Bukowski- era como si el cielo se despejara y se iluminara y saliera el sol. Era como si me enviara cinco millones". No obstante, en el tiempo récord de tres semanas, completa y entrega a Martin el manuscrito de Cartero, su primera novela, que éste publica en 1971 y se convierte en el mayor éxito obtenido hasta entonces por autor y editorial.
En 1979, Martin pregunta a Bukowski si corresponde a un escritor real el nombre que menciona en la novela Mujeres, cuyo original está repasando para su publicación. Éste contesta que John Fante efectivamente existe y añade que se trata de uno de sus favoritos. Fotocopian un ajado ejemplar de Pregúntale al polvo propiedad de la Biblioteca Pública de Los Ángeles, tras cuya lectura Martin decide reeditarlo de inmediato, algo que casualmente ya planea hacer la editorial City Lights Books de Lawrence Ferlinghetti.
Sin embargo, Martin está entusiasmado. Contacta con John Fante, que se encuentra ingresado en el hospital debido a una úlcera infectada en un pie, y firman un contrato. Tras Pregúntale al polvo con prólogo de Bukowski, que es un best seller cuarenta años después de su primera publicación, vienen el resto de sus novelas. Más tarde otras dos que aún dicta desde la cama del hospital que ya no abandona, ciego y con una pierna amputada. Y finalmente Camino de Los Ángeles, la primera novela que había escrito y que permanece inédita desde 1936, hallada por su viuda entre unos papeles tras su muerte en 1983.
En 1993, un año antes de la muerte de Bukowski, Martin elabora una muy especial antología de la obra de este, de cuya selección y estructura se ocupa personalmente. Es un libro titulado Run with the Hunted (Peleando a la contra), en el que incluye relatos, poemas y fragmentos de novelas del autor, ordenados cronológicamente, pero no de acuerdo a las fechas de escritura o publicación sino teniendo en cuenta la época de su vida que estos textos ilustran o describen. De esa forma, el volumen comienza con escritos sobre su infancia y avanza construyendo una especie de biografía interior del personaje.
Black Sparrow Press llega con el tiempo a lanzar al mercado hasta seiscientos cincuenta títulos anualmente, lo que supone más de un millón de dólares en ventas. Durante treinta y seis años, Martin y su esposa Barbara, responsable de la cubierta y el diseño general de sus ediciones, comercializan en exclusiva obras de Jane Bowles, Paul Bowles, Robert Creeley, Theodore Dreiser, Robert Duncan, Robert Kelly, D. H. Lawrence, Wyndham Lewis, Michael McClure, Joyce Carol Oates, Charles Olson, Diane Wakoski y muchos otros. 
En 2002 vende los derechos sobre los textos de sus autores estrella (Bukowski, Fante y Jane y Paul Bowles) a la enorme compañía HarperCollins. Son libros que ahora aparecen bajo el sello Ecco Press, reproduciendo los clásicos diseños de Barbara Martin, tan populares en el mundo anglosajón. Cuando el resto de su catálogo es adquirido por David R. Godine al precio de un millón de dólares, se retira definitivamente. 
Así pues, la apenas rebautizada Black Sparrow Books es propiedad en la actualidad de Godine, que trata de mantener vivo el espíritu independiente de la vieja Black Sparrow Press de Martin.